# Bildhäusle (Hochhausen)

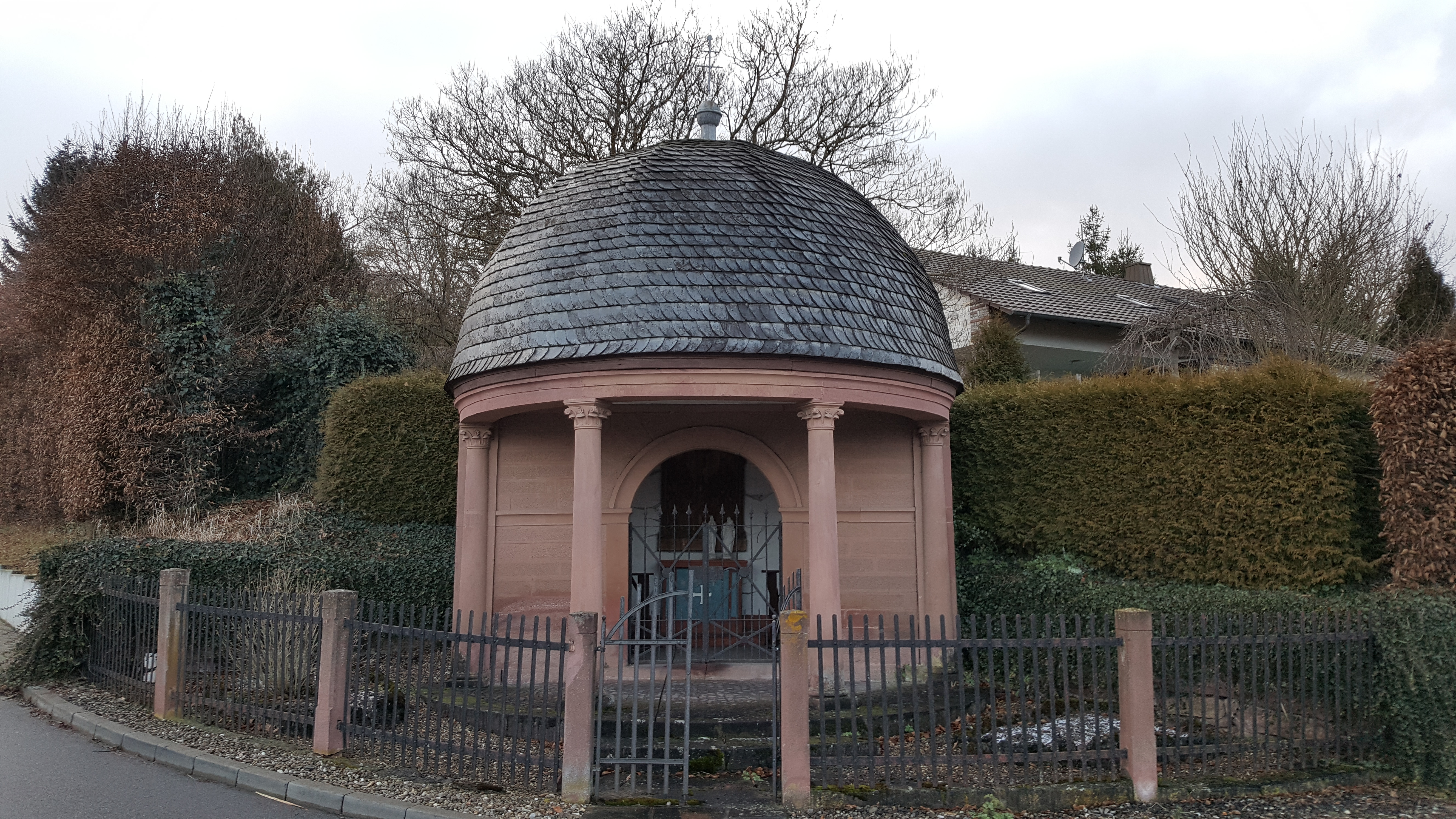
Blick auf das Bildhäusle

Das sogenannte Bildhäusle (auch als Wegkapelle bezeichnet) ist eine römisch-katholische Kapelle in Hochhausen, einem Stadtteil von Tauberbischofsheim im Main-Tauber-Kreis. Die Kapelle befindet sich am Ortseingang im Kurveninneren der K 2880, die im Ortsbereich Landstraße genannt wird. Die Kapelle wurde um 1900 erbaut.

## Kapellenbau und Ausstattung
Die Kapelle besteht aus Sandstein und verfügt über ein Kuppeldach. Im Kapelleninneren, das durch ein Gittertor verschlossen ist, befindet sich ein kleiner Altar.